# Stare Babice (Varsovie-ouest)
Pour les articles homonymes, voir Stare Babice.
Stare Babice (prononciation : [ˈstarɛ baˈbit͡sɛ]) est un village polonais, situé dans la Powiat de Varsovie-ouest et dans la voïvodie de Mazovie dans le centre-est de la Pologne.
Il est le chef-lieu (siège administratif) de la gmina de Stare Babice.
Il se situe à environ 6 kilomètres au nord-est d'Ożarów Mazowiecki et à 11 kilomètres à l'ouest de Varsovie.
C'est le village le plus peuplé du district, avec une population de 2 056 habitants à la fin de 2010.

## Histoire
En 1942, les Allemands y assassinent 110 Juifs provenant du ghetto de Varsovie (pl) (massacre de Stare Babice).